# Società Ginnastica Pro Lissone 1934-1935
Questa voce raccoglie le informazioni riguardanti la Società Ginnastica Pro Lissone nelle competizioni ufficiali della stagione 1934-1935.
La Pro Lissone scese in campo per tutta la stagione con una maglia a strisce verticali bianco-azzurre.

## Avvenimenti
La Pro Lissone è in grave difficoltà sin dall'inizio della stagione.

Per rimpinguare le casse sociali il club è costretto a vendere al Monza i propri giocatori più pregiati, ovvero il portiere Micucci e gli attaccanti Gelosa e Lorenzini. Ma così si risolvono solo in parte i problemi dei biancoblù.

Costretta a fare di necessità virtù, si rinnova il parco giocatori utilizzando i migliori elementi a disposizione nella squadra riserve e ragazzi prendendo da altre squadre solo giocatori liberi, attingendo il più possibile a squadre della locale Sezione Propaganda.
Alla 5ª giornata di andata arriva l'evento che condizionerà non solo il campionato ma anche il futuro della squadra nei campionati federali. Il 18 novembre ospita in casa il Fanfulla di Lodi, ma all'arrivo al campo sportivo della squadra lodigiana non ha abbastanza liquidità per poter pagar loro l'indennità di trasferta obbligatoria costituita da una percentuale fissa degli incassi (già molto ridotti) e 13 biglietti di andata e ritorno in terza classe sui treni dell'epoca per i giocatori (11 titolari più una riserva) e l'accompagnatore e il Fanfulla ha perciò il diritto di rifiutarsi di giocare la partita ed ottenere lo 0-2 a tavolino per rinuncia della Pro Lissone non avendo ottemperato ai normali obblighi di ospitalità, così come d'uso per ogni partita ufficiale.
Il D.D.S. visto il rifiuto anche successivo dei lissonesi e non potendo attingere al deposito cauzionale pagato dal club all'inizio della stagione non può far altro che mettere in mora la società denunciandola anche alle autorità fasciste, che in questi casi non andavano molto per il sottile.
Al termine del campionato, commissariato il Consiglio Direttivo imponendo nuovi dirigenti in camicia nera, la squadra fu a malapena iscritta al successivo campionato di Prima Divisione regionale e nel giro di un anno fu sospesa definitivamente l'attività sportiva a causa delle perduranti difficoltà finanziarie.

## Rosa
| N. |                   | Ruolo | Calciatore         |
| -- | ----------------- | ----- | ------------------ |
|    | Italia (bandiera) | C     | Apolloni           |
|    | Italia (bandiera) | P     | Angelo Belloni     |
|    | Italia (bandiera) | C     | Angelo Buttini     |
|    | Italia (bandiera) | C     | Irimo Cassone      |
|    | Italia (bandiera) | A     | Clelio Cavenaghi   |
|    | Italia (bandiera) | C     | Giovanni Cazzaniga |
|    | Italia (bandiera) | A     | Cerizzi            |
|    | Italia (bandiera) | A     | Cobelli (I)        |
|    | Italia (bandiera) | A     | Cobelli (II)       |
|    | Italia (bandiera) | C     | Felice Comelli     |
|    | Italia (bandiera) | C     | Gino Festa         |
|    | Italia (bandiera) | A     | Maiocchi           |
|    | Italia (bandiera) | C     | Felice Mariani     |
|    | Italia (bandiera) | C     | Giuseppe Micucci   |
|    | Italia (bandiera) | D     | Enrico Molteni     |
|    | Italia (bandiera) | P     | Eliseo Nova        |

| N. |                   | Ruolo | Calciatore          |
| -- | ----------------- | ----- | ------------------- |
|    | Italia (bandiera) | A     | Enrico Nespoli      |
|    | Italia (bandiera) | C     | Angelo Pirola       |
|    | Italia (bandiera) | A     | Alfredo Polloni     |
|    | Italia (bandiera) | A     | Carlo Porro         |
|    | Italia (bandiera) | A     | Mario Protti        |
|    | Italia (bandiera) | A     | Carlo Rossi         |
|    | Italia (bandiera) | A     | Celso Rimoldi       |
|    | Italia (bandiera) | D     | Luigi Rivolta       |
|    | Italia (bandiera) | C     | Ulderico Roveri     |
|    | Italia (bandiera) | A     | Achille Sacchi      |
|    | Italia (bandiera) | A     | Umberto Sala        |
|    | Italia (bandiera) | C     | Pietro Scolari      |
|    | Italia (bandiera) | A     | Umberto Triulzi     |
|    | Italia (bandiera) | D     | Giuseppe Volontieri |
|    | Italia (bandiera) | D     | Terenzio Zaccari    |

## Arrivi e partenze
| Acquisti | Acquisti         | Acquisti       | Acquisti   |
| -------- | ---------------- | -------------- | ---------- |
| A        | Cobelli (I)      | da ULIC Milano | definitivo |
| A        | Cobelli (II)     | da ULIC Milano | definitivo |
| D        | Terenzio Zaccari | Marelli        | definitivo |

| Cessioni | Cessioni         | Cessioni | Cessioni         |
| -------- | ---------------- | -------- | ---------------- |
| ?        | Fausto Colciaghi | ???      | militare a Cuneo |
| A        | Luigi Gelosa     | Monza    | definitivo       |
| A        | Pietro Lorenzini | Monza    | definitivo       |
| P        | Antonio Micucci  | Monza    | definitivo       |
| D        | Giordano Panzeri | Siena    | definitivo       |